# Hajduk Split
Hajduk Split, vollständig Hrvatski nogometni klub Hajduk Split (Kroatischer Fußballklub Hajduk Split), ist ein traditionsreicher Fußballverein aus der Stadt Split in Kroatien. Er ist mit neun Meisterschaften und acht Pokalsiegen hinter Dinamo Zagreb, gegen den das Vječni derbi ausgetragen wird, der zweiterfolgreichste Verein im unabhängigen Kroatien und war mit jeweils neun Meisterschaften und Pokalsiegen die erfolgreichste Mannschaft Kroatiens im ehemaligen Jugoslawien.
Der Verein ist in seiner Geschichte nie aus der ersten Liga abgestiegen. Er existierte in fünf verschiedenen Staaten: Österreich-Ungarn, den „beiden“ Jugoslawien, dem unabhängigen Staat Kroatien (1941) und dem heutigen Kroatien.
Der 1950 gegründete Fanklub Torcida Split ist die älteste Fanorganisation in Europa. Der Wahlspruch des Vereins lautet Hajduk živi vječno („Hajduk lebt ewig“).

## Geschichte

### Name

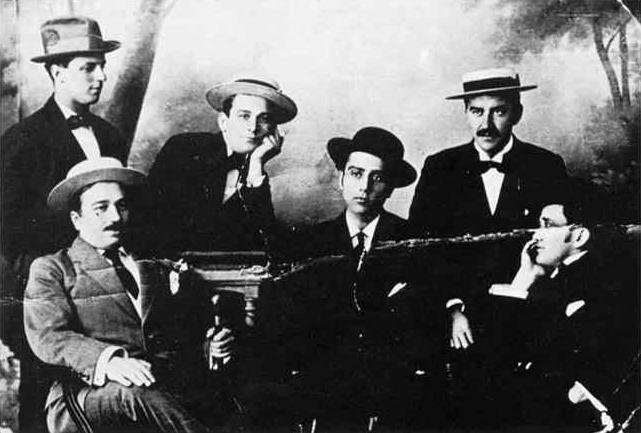
Gründungsmitglieder von 1911

Die Geschichte von Hajduk Split beginnt 1911, als vier Studenten (Fabijan Kaliterna, Lucijan Stella, Ivan Šakić und Vjekoslav Ivanišević) im Prager Lokal U Fleků den Verein gründeten und den Fußball erstmals nach Split brachten. Der Verein erhielt seinen Namen faktisch von Professor Barać aus Split, zu dem die Studenten ins Büro gestürmt waren, weil ihnen kein Name für den Verein eingefallen war. Auf die Frage, ob Barać einen passenden Namen für ihren Verein wüsste, antwortete dieser, dass sie ihn Hajduk nennen sollten.

### Spielbetrieb

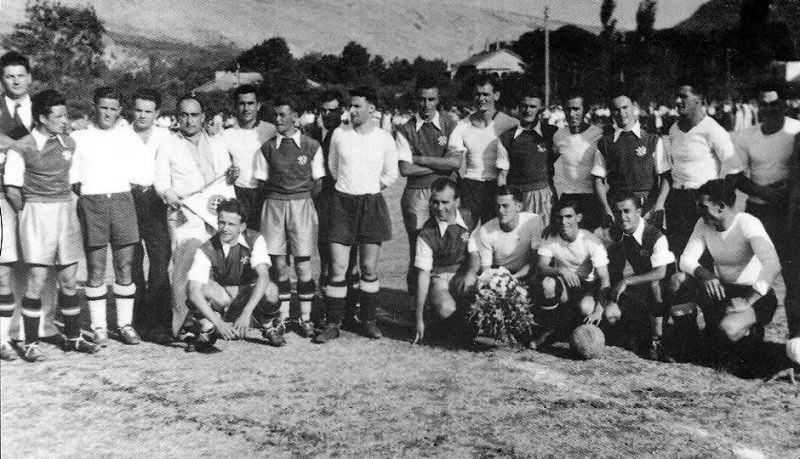
Vor dem Spiel Zrinjski Mostar gegen Hajduk Split am 13. August 1939 (Endstand 2:3)

Das erste Spiel von Hajduk Split, einer Mannschaft zusammengesetzt aus in Split lebenden Italienern, fand 1911 gegen Calcio Split statt. Hajduk gewann mit 9:0 (6:0), der erste offizielle Treffer wurde von Šime Raunig erzielt. Das erste internationale Spiel wurde gegen Olympique Marseille im Rahmen einer Nordafrika-Tournee gespielt und mit 3:2 gewonnen. Den ersten Meistertitel gewann Hajduk im Jahr 1927. Während des Zweiten Weltkrieges war Split durch das faschistische Königreich Italien annektiert und der Verein sollte unter dem Namen Calcio Spalato an der Serie A teilnehmen. Der Verein lehnte ab und wollte stattdessen am Spielbetrieb der kroatischen Meisterschaft des Unabhängigen Staates Kroatien teilnehmen. Diese Initiative fand bei dem zuständigen Staatskommissar für Sport keinen Zuspruch. Hajduk schloss sich 1944 den jugoslawischen Partisanen auf der Insel Vis an und spielte als offizielle Armeemannschaft, z. B. gegen die britische Fußball-Armeemannschaft. Allein diese Tatsache verhinderte die Auflösung des Vereins 1945, denn viele Vereine mit nationaler Symbolik wurden im neu gegründeten SFR Jugoslawien aufgelöst und verboten.

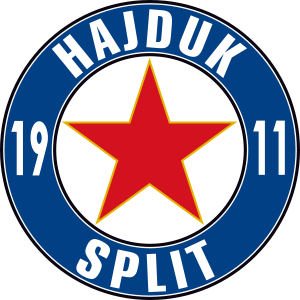
Nach dem Kroatischen Frühling wurde von der jugoslawischen Regierung die Änderung des Vereinswappens verfügt: Das kroatische Schachbrett musste dem Roten Stern weichen

Nach dem Krieg wurde der Verein von Josip Broz Tito nach Belgrad eingeladen, um dort als offizielle Armeemannschaft weiterzuspielen, die Mannschaft schlug das Angebot jedoch aus. In der Saison 1950 wurde Hajduk ungeschlagen Meister. Zwei weitere Titel folgten in den nächsten Jahren. Obwohl Hajduk im Jahr 1955 Meister war, wurde vom Verband als jugoslawischer Vertreter Partizan Belgrad in den neu gegründeten Europapokal der Landesmeister entsendet. In den 1970er Jahren feierte Hajduk fünf Pokalsiege und vier Meisterschaften. Aus dieser Zeit stammen auch die ersten internationalen Schlagzeilen des Vereins. 1972/73 kam Hajduk im Europapokal der Pokalsieger bis ins Halbfinale, als man nach beiden Spielen Leeds United unterlag (0:1; 0:0). 1975/76 scheiterte man im Viertelfinale des Europapokals der Landesmeister nach Verlängerung an PSV Eindhoven (2:0; 0:3). Auch im Europapokal der Pokalsieger 1977/78 schied man im Viertelfinale gegen FK Austria Wien nach Elfmeterschießen (1:1; 1:1) aus. In den 1980er Jahren folgten eine Viertelfinal- und eine Halbfinalteilnahme am UEFA-Pokal sowie zwei weitere nationale Pokalsiege.
Die 1990er waren geprägt durch den Zerfall Jugoslawiens und die Unabhängigkeit Kroatiens. Hajduk Split ist der letzte jugoslawische Pokalsieger der Saison 1990/91. Das Endspiel wurde in Belgrad gegen Roter Stern Belgrad mit 1:0 gewonnen, Torschütze war Alen Bokšić. Seit der Saison 1992 spielt man in der kroatischen HNL und ist der erste kroatische Meister. In dieser Dekade wurden insgesamt drei Meistertitel und vier Pokalsiege errungen. In der UEFA Champions League 1994/95 schied Hajduk Split im Viertelfinale gegen den späteren Gewinner Ajax Amsterdam aus. Seit dieser Zeit läuft Hajduk seinen goldenen Zeiten hinterher und hat sich seitdem nur einmal für eine Gruppenphase eines europäischen Pokalwettbewerbs qualifiziert.
Im neuen Millennium wurde Hajduk dreimal Meister und fünfmal Pokalsieger. Letztmalig wurde man in der Saison 2004/05 Meister.

## Neueste Entwicklungen
Der Verein HNK Hajduk Split ist der erste Verein Kroatiens, der in eine Aktiengesellschaft umgewandelt wurde. Damit sollte 2008 der finanziell angeschlagene Verein saniert werden. Am 2. Juni 2008 wurde in der Stadtversammlung von Split beschlossen, dass das Stadion Poljud im Wert von 300 Millionen Kuna komplett in das Grundkapital der neuen Aktiengesellschaft eingeht.
2009 wurde im Rahmen einer Schuldumwandlung das Eigenkapital erhöht und die Stadt Split wurde mit 56,1 % Mehrheitseigner des Vereins. Darüber hinaus war die staatlichen Einlagensicherung (DAP) mit 9,82 % an Hajduk beteiligt. Diese Anteile sind 2017 an die Stadt Split übertragen worden. Die restlichen Anteilseigner waren Unternehmen und Privatpersonen ohne einen wirklich nennenswerten Anteil.
Im Zuge dieser Privatisierung hatte der Verein und insbesondere die Torcida dazu aufgerufen, Mitglied des Vereins zu werden, um Hajduk zu unterstützen. In ganz Kroatien gab es Stände, an denen man an dem Verein beitreten konnte. Da der Verein mittlerweile eine AG war, konnte dies nicht direkt erfolgen. So wurde 2011 der Verein Naš Hajduk gegründet. Das erklärte Ziel in Anlehnung an die 50+1-Regel unter Beachtung des „Socios-Modells“ ist ein demokratischer und transparenter Hajduk Split.
2015 wurde der Großteil des Streubesitzes durch das Unternehmen Tommy d.o.o. übernommen. Tommy d.o.o. erwarb einen Anteil von insgesamt 24,53 % und wurde so zweitgrößter Aktionär von Hajduk. 2016 wurden diese Anteile an Naš Hajduk verkauft. Der Kaufpreis wird über 10 Jahre getilgt. Mittlerweile besitzt Naš Hajduk einen Anteil von 30,12 %, nur noch 3,96 % sind im Streubesitz.
Die Stadt Split als Mehrheitseigner verzichtet auf seine Vorrangstellung und überlässt die tragende Rolle des Vereins den Fans. Durch die Initiative Naš Hajduk ist eine Demokratisierung des Vereins nach dem Prinzip 1 Mitglied = 1 Stimme erfolgt. Klar definierte Statuten, Organisationsstrukturen, eine Vereinsstrategie und ein Ethikkodex wurden installiert. Der 5-köpfige Aufsichtsrat wird von den Vereinsmitgliedern gewählt. Seit der Saison 2022/23 bestehen die Trikots aus 100 % recycelten Kunststoffflaschen.
Im August 2021 hat HNK Hajduk eine erste Frauenmannschaft unter seiner Führung aufgestellt.
Nach Jahren der finanziellen und sportlichen Konsolidierung ist der Verein wieder erfolgreich. In den Saisons 2021/22 und 2022/23 ist Hajduk Pokalsieger und Zweiter in der Meisterschaft geworden.
Offizielle Zusammenarbeiten bestehen mit Kalcer Radomlje aus Slowenien (1. Liga), NK Solin aus Kroatien (2. Liga) und NK Široki Brijeg aus BiH (1. Liga).
Hajduk Split hat im Jahr 2023 die Zahl von 100.000 Mitgliedern überschritten und ist somit einer der mitgliederstärksten Vereine Europas.

## Fans

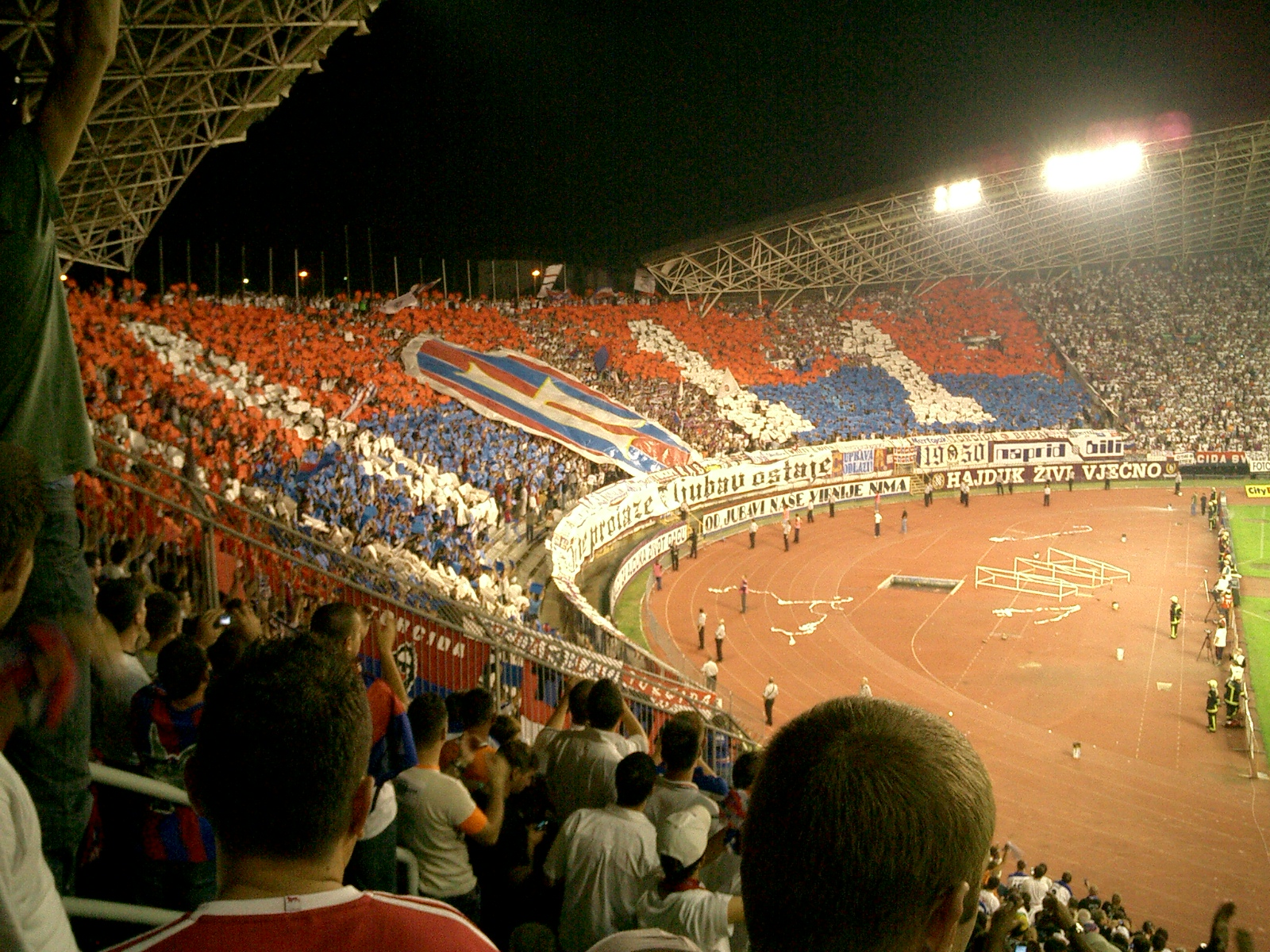
Fanclub Torcida auf der Nordtribüne

Angefeuert wird Hajduk Split von seiner Ultra-Gruppierung Torcida Split. Die größte Rivalität besteht mit der Fangruppe Bad Blue Boys von Dinamo Zagreb, mit der Armada Rijeka von HNK Rijeka, aber auch mit den Funcuti von HNK Šibenik und der Kohorta von NK Osijek.
Es bestehen Fanfreundschaften mit Tornado Zadar / Kroatien, Torcida Gornik Polen, Magic Fans Saint-Étienne und den No Name Boys Benfica Lissabon. Die Freundschaft zu NN entstand 1994, nachdem drei Benfica-Fans auf der Heimfahrt vom ersten Gruppenspiel der UEFA Champions League bei Hajduk Split in einen Autounfall verwickelt wurden und ums Leben kamen. Während des Spiels im kriegsgebeutelten Kroatien haben die Benfica-Fans Transparente mit der Aufschrift Freedom for Croatia entrollt. Beim Rückspiel in Lissabon gedachten die mitgereisten Hajduk-Fans der Toten, was auf Seiten des portugiesischen Rekordmeisters unvergessen blieb und zu einer Freundschaft führte, die noch heute besteht. Als 25 Jahre später Hajduks Erzrivale Dinamo Zagreb im Achtelfinale der UEFA Europa League 2018/19 bei Benfica Lissabon antreten musste, wurde Dinamos Mannschaft so feindselig empfangen, als würde es gegen Benficas eigenen Erzrivalen Sporting gehen.
Am 13. Februar 2011 zum 100-jährigen Jubiläum wurden überall in Dalmatien der Geburtstag Hajduks begangen. Spektakulär waren diese Feiern in Split, aber auch anderorts wie zum Beispiel in Dubrovnik, wo die Stadtmauer im Fackellicht erleuchtet wurde. Die Feierlichkeiten wurden durchweg von der örtlichen Torcida in Eigenregie geplant und umgesetzt.

## Rivalitäten
Dinamo Zagreb
Heute gilt Dinamo Zagreb als größter Rivale von Hajduk Split, das Aufeinandertreffen beider Mannschaften wird Vječni-derbi (Ewiges Derby) genannt.
HNK Rijeka
HNK Rijeka ist heute ebenfalls ein Rivale von Hajduk, genannt wird dieses Aufeinandertreffen Jadranski-derbi (Adriatischer Derby). Diese Rivalität entwickelte sich über die Jahre im selbstständigen Kroatien, vor allem nachdem HNK Rijeka die erste Meisterschaft im Jahre 2016/17 gewann.
HNK Šibenik
Das Dalmatinski-derbi (Dalmatinisches Derby) ist eine regionale und kleinere Rivalität zwischen Hajduk Split und HNK Šibenik.
Rivalitäten aus jugoslawischer Zeit
Auch zu den beiden serbischen Vereinen Roter Stern Belgrad und Partizan Belgrad bestehen Rivalitäten. Diese entwickelten sich bei den Meisterschaftskämpfen in der jugoslawischen Liga und durch die ethnischen Konflikte innerhalb Jugoslawiens.

## Erfolge
- Meisterschaft: (18)
  - Kroatien: 1940/41, 1945, 1946, 1992, 1993/94, 1994/95, 2000/01, 2003/04, 2004/05
  - Jugoslawien: 1927, 1929, 1950, 1952, 1954/55, 1970/71, 1973/74, 1974/75, 1978/79

- Pokal: (17)
  - Kroatien: 1992/93, 1994/95, 1999/2000, 2002/03, 2009/10, 2012/13, 2021/22, 2022/23
  - Jugoslawien: 1966/67, 1971/72, 1972/73, 1973/74, 1975/76, 1976/77, 1983/84, 1986/87, 1990/91
- Supercup:
  - Kroatien: 1992, 1993, 1994, 1995, 2004, 2005

## Stadion

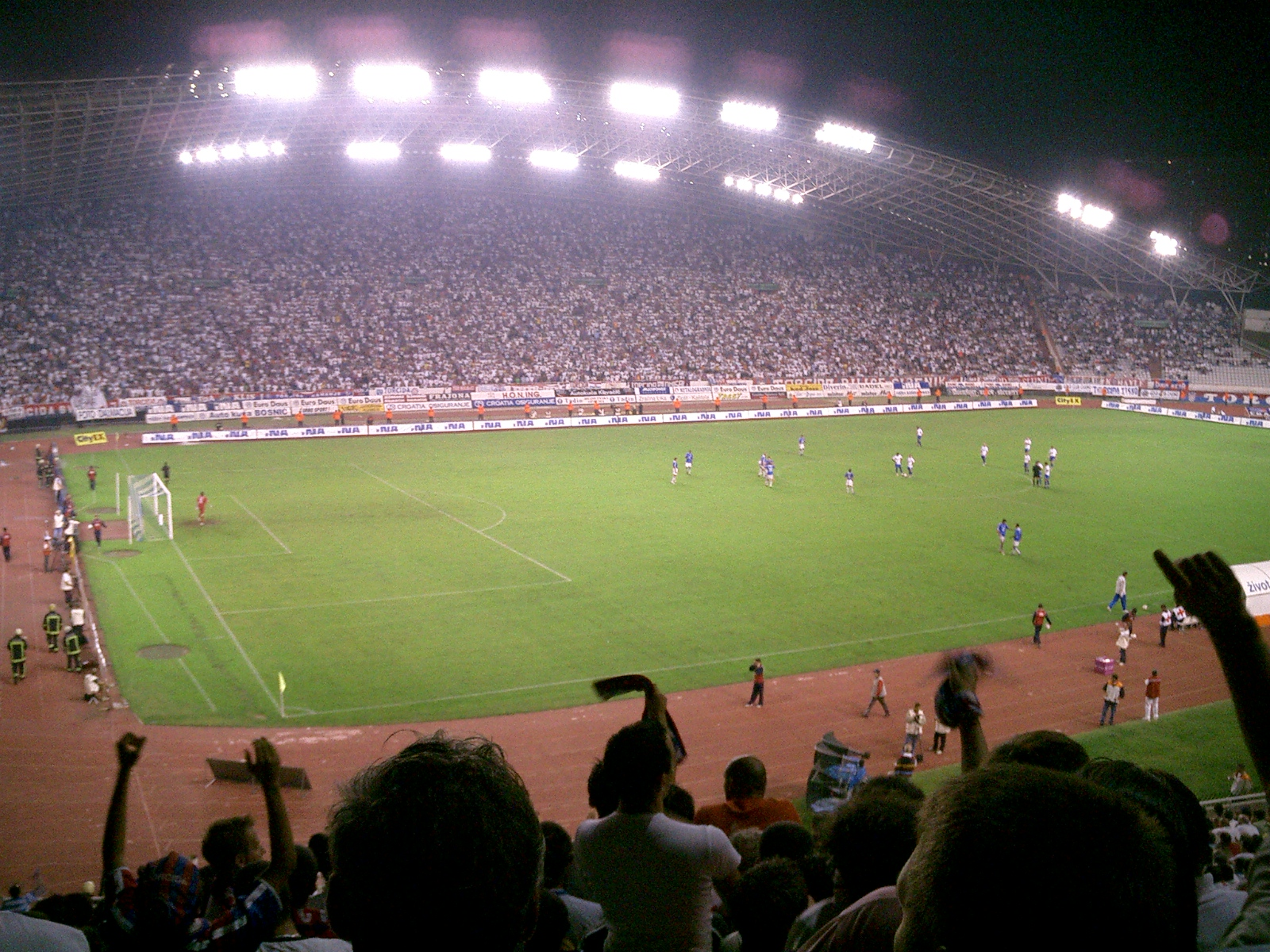
Stadion Poljud: Innenansicht

Hajduk spielt seit 1979 im städtischen Stadion Poljud in Split, welches für die in Split stattfindenden 8. Mediterranen Spiele im gleichnamigen Stadtteil nach den Entwürfen von Boris Magaš mit einer Dachkonstruktion in Form einer geöffneten Muschel erbaut wurde und heute knapp 34.000 Sitzplätze bietet.
Nach der Gründung trug Hajduk seine Heimspiele zunächst auf dem Kraljeva njiva (Königsfeld) aus. Nach dem Zweiten Weltkrieg wurde auf diesem Feld das Stadion Stara plinara (Altes Gaswerk) erbaut, das heute Stadion Stari plac (Alter Platz) heißt und für Rugby-Spiele oder Musikkonzerte beansprucht wird.

## Trainer
Einer der prägendsten Trainer von Hajduk Split war Luka Kaliterna. Nach ihm ist heute die erfolgreiche Akademie benannt worden. Barba Luka, wie er auch genannt wurde, war bekannt für seine „fußballerischen Weisheiten“.
Darüber hinaus ist Tomislav Ivić zu erwähnen. Dieser hat die „goldene Generation“ der 1970er-Jahre geprägt und die jugoslawischen Liga mit drei Meistertitel und vier Pokalsiegen dominiert.
In der Saison 1994/95 erreichte Hajduk Split unter der Leitung von Ivan Katalinić das Viertelfinale der UEFA Champions League. Dies ist der größte sportliche Vereinserfolg seit der Unabhängigkeit Kroatiens.

## Kader der Saison 2024/25
Stand: 24. März 2025
| Nr. |                    | Position | Name                  |
| --- | ------------------ | -------- | --------------------- |
| 3   | Kroatien           | AB       | Dominik Prpić         |
| 5   | Elfenbeinküste     | AB       | Ismaël Diallo         |
| 6   | Kroatien           | MF       | Mihael Žaper          |
| 7   | Australien         | MF       | Anthony Kalik         |
| 8   | Kanada             | MF       | Niko Sigur            |
| 9   | Nordmazedonien     | ST       | Aleksandar Trajkovski |
| 10  | Kroatien           | ST       | Marko Livaja          |
| 11  | Kroatien           | MF       | Ivan Rakitić          |
| 13  | Osterreich         | TW       | Ivan Lucic            |
| 15  | Kroatien           | ST       | Michele Šego          |
| 17  | Kroatien           | AB       | Dario Melnjak         |
| 19  | Kroatien           | AB       | Josip Elez            |
| 21  | Vereinigte Staaten | MF       | Rokas Pukštas         |
| 23  | Kroatien           | MF       | Filip Krovinović      |
| 24  | Gambia             | ST       | Abdoulie Sanyang      |
| 25  | Kroatien           | AB       | Filip Uremović        |

| Nr. |           | Position | Name           |
| --- | --------- | -------- | -------------- |
| 26  | Kroatien  | MF       | Marko Capan    |
| 27  | Kroatien  | ST       | Stipe Biuk     |
| 28  | Kroatien  | ST       | Roko Brajković |
| 29  | Slowenien | ST       | Jan Mlakar     |
| 32  | Kroatien  | AB       | Šimun Hrgović  |
| 33  | Kroatien  | TW       | Toni Silić     |
| 34  | Kroatien  | ST       | Bruno Durdov   |
| 37  | Kroatien  | MF       | Noa Skoko      |
| 38  | Kroatien  | AB       | Luka Hodak     |
| 43  | Kroatien  | AB       | Niko Đolonga   |
| 77  | Ukraine   | ST       | Nasarij Russyn |
| 91  | Kroatien  | TW       | Lovre Kalinić  |
|     | Kroatien  | AB       | Marino Skelin  |
|     | Kosovo    | AB       | Elvis Letaj    |
|     | Ukraine   | TW       | Davyd Fesiuk   |

## Spieler
Aus der Jugendabteilung von Hajduk Split (heute die Akademie Luka Kaliterna) sind einige europäische Top-Fußballer hervorgegangen. Gerade in der jüngeren Geschichte konnte die Akademie wieder an die alte Tradition anknüpfen. So wurde in der UEFA Youth League 2022/23 das Finale erreicht, was den größten Erfolg im kroatischen Jugendfußball auf Vereinsebene darstellt. Auf dem Weg zum Finale wurden die A-Jugendmannschaften von Qəbələ, FK Apolonia, Shakhtar Donezk, Manchester City, Borussia Dortmund und AC Milan bezwungen. Mit jeder Runde stiegen die Zuschauerzahlen weiter. Auf Grund dieser hohen Nachfrage wurde das Final4-Turnier erstmalig auf Grund der geringen Stadionkapazität nicht in Nyon, sondern in Genf ausgetragen.
| 1940er und 1950er - Vladimir Beara - Bernard Vukas - Frane Matošić - Slavko Luštica | 1960er und 1970er - Andrija Anković - Pero Nadoveza - Ivica Hlevnjak - Dragan Holcer - Jurica Jerković - Branko Oblak - Ivica Šurjak - Dražen Mužinić - Ivan Buljan - Luka Peruzović - Boriša Đorđević - Ivan Katalinić - Zoran Simović - Rizah Mešković - Slaviša Žungul - Vilson Džoni - Vedran Rožić | 1980er - Blaž Slišković - Zlatko Vujović - Zoran Vujović - Boro Primorac - Nikica Cukrov - Ive Jerolimov - Anto Miročević - Vedran Rožić - Ivan Pudar - Ivan Gudelj - Aljoša Asanović - Alen Bokšić - Robert Jarni - Nikola Jerkan - Slaven Bilić - Igor Štimac | 1990er und 2000er - Dado Pršo - Ivan Leko - Milan Rapaić - Josip Skoko - Igor Tudor - Ivica Mornar - Ivan Strinić - Goran Vučević - Stipe Pletikosa - Darijo Srna - Vedran Runje - Mate Bilić - Ivan Perišić - Nikica Jelavić - Florin Cernat | 2010er und 2020er - Danijel Subašić - Marko Livaja - Nikola Vlašić - Lovre Kalinić - Nikola Kalinić - Mario Pašalić - Toma Bašić - Josip Juranović - Stipe Biuk - Marin Ljubičić - Mario Vušković - Luka Vušković - Rokas Pukštas |